# Il rosso e il nero (film 1920)
Il rosso e il nero è un film del 1920 diretto da Mario Bonnard, tratto dall'omonimo romanzo di Stendhal.